# Landschaftsschutzgebiet Nordhagenbachtal
Das Landschaftsschutzgebiet Nordhagenbachtal mit etwa 14 ha Flächengröße liegt im Gemeindegebiet von Extertal in Nordrhein-Westfalen. Es wurde 2007 mit dem Landschaftsplan Nr. 5 Extertal durch den Kreistag des Kreises Lippe erstmals als Landschaftsschutzgebiet (LSG) ausgewiesen.

## Beschreibung
Das LSG umfasst die Talaue des Nordhagenbaches nordöstlich von Bösingfeld. Es beginnt im Norden an der L 963 (Goldbecker Straße) und geht im Süden bis zur L 861 (Hameler Straße). Der Nordhagenbach entspringt in einem Wäldchen am Bauernhof Dunkert. Der Bach fließt als begradigter Wiesenbach zunächst in südliche Richtung. Im Bereich Waldfriede schwenkt der Bach dann nach Westen. Am Bachlauf steht meist Ufergehölz, stellenweise auch Kopfweiden. An den Höfen im LSG befinden sich teils alte Obstweiden. In der Bachaue liegt Intensiv-Grünland. Es sind Feldgehölze vorhanden. Das Feldgehölz am Rande von Bösingfeld weist alte Eichen und Eschen auf. Dieses Feldgehölz hat eine gut entwickelte Krautschicht aus Basen- und Feuchtezeigern. Der Nordhagenbach ist teils beeinträchtigt durch Gewässerausbau.

## Schutzzwecke für das LSG
Laut Landschaftsplan erfolgte die Ausweisung des LSG:
- „zur Erhaltung und Wiederherstellung der Leistungsfähigkeit des Naturhaushaltes in ökologisch besonders wertvoll strukturierten Bereichen mit Wasser-, Klima- und Biotopschutzfunktionen,“
- „zur Erhaltung und Wiederherstellung von Quellbereichen und naturnahen Fließgewässern, Grünland, Kalkhalbtrockenrasen und naturnahen Waldbereichen unter schiedlicher Feuchtestufen, Feldgehölzen, Hecken und Obstwiesen,“
- „zur Erhaltung morphologisch ausgeprägter Bereiche zur Sicherung der landschaftlichen Eigenart und Vielfalt für die Erholung,“
- „zur Erhaltung wertvoller Biotopkomplexe aus Wald-Grünlandbereichen, Fließgewässern und Quellen sowie Biotopen nach § 62 LG mit wichtigen Refugial-, Puffer-, Trittstein- und Vernetzungsfunktionen,“
- „zur Erhaltung und Wiederherstellung wichtiger Rückzugsräume für die bedrohte Tier- und Pflanzenwelt,“
- „zur Sicherung von kulturhistorisch bedeutsamen Landschaften, z. B. Terrassenkulturlandschaften,“
- „zur Sicherung der das Orts- und Landschaftsbild gliedernden und belebenden und die dörflichen Siedlungsstrukturen prägenden Freiraumelemente.“[1]